# Русские во Французском Иностранном легионе

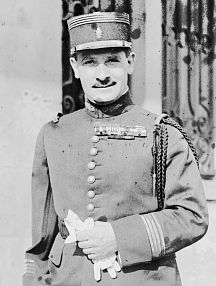
Зиновий Пешков, генерал армии Франции, служивший в составе Французского Иностранного легиона

В составе Французского Иностранного легиона служили и служат представители многих национальностей, среди которых встречаются и русские. Первые русские добровольцы появились в Легионе на стыке XIX—XX веков, а один из наиболее крупных притоков русских добровольцев состоялся в 1920-е годы, когда в Легион вступали массово представители Белой эмиграции. Историк Анатолий Соколов утверждает, что имели место четыре волны притока русских добровольцев в части Иностранного легиона, служившие в Индокитае: первая пришлась на конец XIX — начало XX века, вторая — на начало 1920-х годов, третья — на период Второй мировой войны, четвёртая — на период Индокитайской войны. По словам служившего в Иностранном легионе Василия Журавлёва, в течение XX века наибольший приток добровольцев из России в Иностранный легион приходился на 1914, 1920 и 1993 годы.
В разное время русские легионеры участвовали в составе Легиона в Первой мировой войне, войнах во французских колониях в Северной Африке, Второй мировой войне и миротворческих операциях в некоторых африканских республиках. В настоящее время выходцы из бывшего СССР и восточной Европы составляют, по разным оценкам, от 25—30 % до 40 % личного состава Французского Иностранного легиона. Среди этой группы значительная часть легионеров — это русские, украинцы, белорусы и поляки. Тема участия русских в деятельности Иностранного легиона остаётся одной из наименее изученных сторон русской диаспоры в мире и русской истории, что отчасти связано с грифом секретности на материалах Легиона, посвящённых легионерам русского происхождения.

## Появление русских легионеров

### Первые добровольцы
Первые упоминания о русских добровольцах во Французском Иностранном легионе встречаются в дневниках князя Константина Александровича Вяземского, путешествовавшего по Индокитаю, и датируются 1892 годом. Князь сообщал, что встретил одного беглого русского капрала, который был в России разжалован в солдаты за дуэль, попал к злобному офицеру в роту и затем бежал в Австрию, а оттуда попал во Францию. По словам Михаила Быкова и Анатолия Соколова, первая волна поступления подданных Российской империи в состав Иностранного легиона пришлась на годы после революции 1905—1907 годов, и подавляющую часть этих добровольцев составляли жителей западных губерний империи — поляки, литовцы, евреи, украинцы и немцы. Причины вступления подданных Российской империи в Иностранный легион носили как социально-экономический, так и этноконфессиональный характер. Известно, что в промежуток между 1911 годом и советско-польской войной в легионе капелланом служил католик Юзеф Белявский, литовец по происхождению. С 1889 года в Легионе в Алжире служил также философ Николай Лосский.
Изначально среди этих добровольцев почти не было русских, за исключением политических эмигрантов или студентов. Однако чуть позже в Легионе стали появляться массово и русские добровольцы — это были преимущественно жители центральных губерний, которые принадлежали к малообразованным слоям общества, почти не владели иностранными языками и не могли устроиться на хорошую работу, поэтому выбирали службу в Легионе. Франко-русский союз, заключённый в конце XIX века, был одним из факторов того, что царское правительство в целом лояльно относилось ко вступлению русских подданных в Легион. Одним из первых русских легионеров того времени был некто Дмитрий Язев, который, будучи студентом, отправился путешествовать в Китай, попал оттуда в Индокитай и записался добровольцем в Легион, отслужив полностью пятилетний срок и затем вернувшись в Россию. Среди служивших в Иностранном легионе были и будущие участники Октябрьской революции.
В дипломатических архивах Франции находятся документы, в которых упоминается Русское благотворительное общество, действовавшее в российском посольстве в Париже до 1917 года. К этому обществу обращались многие русские легионеры, пытаясь решить некоторые вопросы. Во многих письмах звучали просьбы оказать материальную поддержку, поскольку солдаты получали крайне скудное жалование: так, некто Михаил Смоленский писал, что легионеры получали 5 сантимов в день, которых не хватало даже на табак; в другом письме от имени трёх легионеров, подписанном Н. Бочковским, утверждалось, что солдат получал один су в день, и этого не хватало ни на папиросы, ни на мыло, ни на иголки с нитками. К обществу солдаты обращались и с просьбой выслать какие-либо книги или журналы на русском языке (в том числе русско-французские словари) или средства для их приобретения.

### Первая мировая война
3 августа 1914 года, после начала Первой мировой войны правительство Франции издало специальное постановление, в соответствии с которым, начиная с 21 августа, иностранные граждане и подданные могли добровольно поступать на военную службу. В то же время законодательным актом от 22 августа 1870 года служба для иностранных граждан предусматривалась исключительно в составе Французского Иностранного легиона, а он, согласно закону, не мог использоваться на территории самой метрополии. Подданные Российской империи, постоянно или временно проживавшие во Франции и сопредельных странах, стали записываться добровольцами в Иностранный легион. Однако письменных свидетельств о русских, вступивших в легион в 1914 году, насчитывается очень мало по сравнению со свидетельствами о русских добровольцах из Русского Легиона Чести, образованный намного позже. Русские граждане, записавшиеся добровольцами не в Иностранный легион, а в другие формирования вооружённых сил Франции (например, войска метрополии), относились к другой группе волонтёров — записавшихся на добровольной основе с обязательством воевать до конца войны (фр. engagés volontaires pour la durée de la guerre).
По состоянию на 1 января 1915 года среди волонтёров Легиона было 3393 человек, указанных как русские: в количественном плане больше было только итальянцев (4913 человек). Точный учёт рекрутов в Легионе не вёлся до 1934 года, в связи с чем общее количество воевавших в Легионе иностранцев за всю войну варьируется от 29 до 32 тысяч человек. Из них, по некоторым данным, около 4 тысяч составляли подданные Российской империи. Некоторым русским подданным было отказано во вступлении в Легион, несмотря на их желание: так, писателю Илье Эренбургу отказали по медицинским соображениям. Те же, кто вступил в Иностранный легион, сразу же оказались в боевой обстановке и вынуждены были забыть о том, что «в тылу есть инако думающие». Волонтёры легиона были направлены в сформированные специально двухбатальонные маршевые полки, которым и пришлось воевать в Европе. Каждый из полков был сформирован на основе одного батальона уже существовавшего Иностранного полка, а другой батальон набирался из иностранных добровольцев, записавшихся специально в Легион. Так появились 2-й маршевый полк 1-го иностранного полка и 2-й маршевый полк 2-го иностранного полка, причём в батальоне «C» 2-го маршевого полка 1-го иностранного полка были сформированы национальные роты, что категорически запрещалось делать в Легионе. Волонтёры Иностранного легиона сражались против войск Германии и Австро-Венгрии на Западном фронте и Балканском театре военных действий, неся крупные потери в разных сражениях. В частности, многие волонтёры воевали в 1914—1915 годах на территории Франции в Аргонне, при Краоне, в Артуа и Шампани. По воспоминаниям В. И. Лебедева, русские эмигранты отличались безупречным поведением и храбростью, вызываясь добровольцами в патрули и охотники. Многие русские добровольцы погибли или получили тяжёлые ранения на фронтах: в частности, 30 декабря 1914 года под Краоном погиб художник Василий Крестовский, рядовой 2-го класса 2-го маршевого полка 2-го иностранного полка.
Военный атташе при русском посольстве в Париже граф Алексей Игнатьев писал, что после начала войны группа русских добровольцев, вступивших в Легион, подняла бунт против французских унтер-офицеров, обвинив их в жестоком обращении с рядовым составом. Этот бунт был быстро подавлен, а его зачинщики были приговорены полевым судом к расстрелу. Документы свидетельствуют, что 22 июня 1915 года были расстреляны девять волонтёров, поднявших бунт против легионеров: из расстрелянных только один человек не был русским подданным. Считается, что поднятый бунт был одним из факторов того, что 1 и 4 июля 1915 года французская Главная штаб-квартира приняла директивы, в соответствии с которыми в свои армии начали возвращаться подданные России, Великобритании и Бельгии. В частности, осенью 1915 года за антивоенную пропаганду из рядов Легиона был отчислен и выслан в Россию революционер и поэт Михаил Герасимов (бежал из России в 1907 году), служивший во 2-м иностранном полку, прошедший подготовку в Руане и Тулузе и участвовавший в боях на Марне, в Шампани, Аргонне за Шмен-де-Дам (местность описана в рассказе «Тосканская царевна»). В то же время его брат Пётр Герасимов остался во Франции, где служил под именем Марка Юльевича Волохова, прапорщика запаса Русской императорской армии (в действительности этого звания у него не было): с декабря 1914 года он был бойцом 3-го маршевого полка, с лета 1915 года — в составе 1-го маршевого африканского полка, закончив войну в звании лейтенанта и кавалера ордена Почётного легиона. В дальнейшем он участвовал в Рифской войне в звании капитана ВВС, а также воевал в антигитлеровском Сопротивлении в звании майора французской армии. В Легионе на фронте сражался также писатель и анархист Самуил Шварцбурд (кавалер Военного креста) вместе со своим братом, эсер Владимир Лебедев, автор книги «Из рядов французской армии: Русские волонтёры во Франции. Очерки французского фронта и тыла. В Македонии» (1916 год) и философ Александр Койре.
В сентябре 1917 года в лагере Ла-Куртин вспыхнуло восстание, поднятое бойцами Русского экспедиционного корпуса, которые отказались подчиняться французскому командованию и требовали отправки домой. После подавления восстания военный министр Жорж Клемансо предоставил русским три варианта дальнейших действий: отправка в Иностранный легион, служба в рабочих ротах в тылу армии или каторга в Северной Африке. Подавляющая часть предпочла каторгу, куда были высланы 8 тысяч участников мятежа, а затем за ними последовали ещё 5 тысяч бойцов 1-й бригады Русского корпуса и 12 тысяч из частей на Балканском фронте. В Легион при этом вступили всего несколько сотен добровольцев.

## Добровольцы из русской эмиграции первой волны
Очередная волна массового вступления русских в Иностранный легион пришлась на 1920-е годы, уже после окончания Первой мировой и Гражданской войн. По разным оценкам, тогда в состав Иностранного легиона вступили от 8 до 10 или даже 15 тысяч русских солдат, среди которых были преимущественно бойцы Русского экспедиционного корпуса (в том числе особых бригад корпуса) и солдаты Русской армии Врангеля, эвакуировавшейся из Крыма в самом конце Гражданской войны в России. Среди русских легионеров были галлиполийцы; донские казаки, эвакуировавшиеся на остров Лемнос (около 1000 донских казаков, находившихся в лагере на Лемносе, позже вступили в Легион); русские революционеры, которые после Октябрьской революции и начала Гражданской войны решили не возвращаться в Россию. В письме легионера С. Верховского от 6 июня 1921 года утверждалось, что в Легионе служили минимум 6 тысяч русских эмигрантов, одна часть которых находилась в Северной Африке, а другая часть — в Сирии (согласно этому письму, в Сиди-Бель-Аббес несло службу от 200 до 300 русских).
Мотивация для вступления в Иностранный легион различалась у разных групп добровольцев. Одни вступили в Легион, опасаясь мести со стороны большевиков. Понимая опасность своего положения, русские нередко назывались вымышленными именами и фамилиями, вступая в легион, а иногда указывали и другую национальность (немцы, чехи, французы), чтобы не запятнать свои имена фактом службы в иностранной армии. Другие подписали контракт, пытаясь найти хоть какую-то работу и пропитание: военные, согласно письму легионера Шаповалова, пошли за теми, «кто давал хлеб». Третьи же настолько искренне верили пропагандистским французским материалам, что повелись на самые разные обещания со стороны французов, которые были далеки от реальности. Так, среди подобных обещаний были гарнизонная служба в Эльзасе и Лотарингии с хорошими условиями службы: месяц отдыха через каждые 6 месяцев службы, 250 франков через каждый год, 120 франков наградных в месяц и 1000 франков наградных по окончании службы. Представители Легиона активно вербовали русских солдат и офицеров как среди беженцев, находившихся в специальных лагерях на островах, так и среди уже находившихся во Франции русских эмигрантов: помощь в вербовке оказывало Второе бюро Центрального управления французской разведки. Часть добровольцев была набрана в 1919 году в Одессе группой французских вербовщиков незадолго до того, как белые покинули Одессу; другие же выбрали вариант вступления в Легион в обмен на освобождение из румынских тюрем, в которые были брошены в 1919 году при попытке пересечения румынской границы. Так или иначе, но многие вступившие в его ряды рассматривали Легион как единственную альтернативу голодной смерти или самоубийству.
Большинство из эмигрировавших во Францию русских военных были хорошо подготовлены и обладали боевым опытом двух или даже трёх войн. В соответствии с декретом от 18 октября 1920 года офицеры Русской императорской армии и армий иных государств, которые были союзниками Франции в Первой мировой войне, могли вступать во французскую армию в звании подпоручика или младшего лейтенанта (фр. sous-lieutenant). Однако в Иностранном легионе все русские военные вне зависимости от своего прежнего звания вынуждены были начинать службу в звании рядовых 2-го класса и подчиняться «молодым иностранным поручикам». Примером этого стал генерал-лейтенант Белой армии Борис Хрещатицкий, служивший в 4-м эскадроне 1-го кавалерийского иностранного полка 6-й Лёгкой бронированной бригады в Сирии (формально он начал службу в легионе в звании лейтенанта).
Русские эмигранты участвовали в формировании кавалерии Легиона, которая позже была преобразована в бронетанковые части: примером является 1-й иностранный кавалерийский полк, в составе которого служило много представителей Донского и Кубанского казачества, а его офицерский костяк составили почти полностью офицеры армии Врангеля. По словам подполковника русской артиллерии Эраста Гиацинтова, в городе Сиди-Бель-Аббесе, где некогда располагался штаб Легиона, всегда было очень много русских легионеров, а «кадр учебной команды» — сержанты-инструктора — почти все были русскими. Легионеры несли службу не только во Французской Северной Африке, но и в Ливане, Сирии и Индокитае. Новобранцы могли поступить в школу капралов: теоретически по окончании школы можно было получить звание сержанта, но офицерские звания были недоступны: в качестве исключения в офицерских чинах принимались кадровые русские офицеры, служившие в Русской императорской армии.
Информацию о жизни и быте русских легионеров, служивших в Северной Африке, историки сумели обнаружить в личных письмах и дневниках легионеров: авторами этих писем были рядовые, капралы и сержанты французской службы, которые обращались за помощью к разным русским эмигрантским организациям во Франции, Чехословакии и других странах, редакциям эмигрантских газет и журналов, а также отдельным лицам. Среди известных русских легионеров упоминаются, в частности, казачий поэт и автор стихотворного цикла «Легион» Николай Туроверов; писатель, автор романа «Иностранный легион» Виктор Финк; личный адъютант атамана Григория Семёнова Дмитрий Столица, сын офицера Лейб-гвардии Егерского полка, выпускник школы Сен-Сир, служил в морской пехоте и в воздушно-парашютных подразделениях, ветеран войн в Индокитае, Марокко и Алжире; капрал Эраст Гиацинтов, бывший подполковник артиллерии Русской императорской армии (в Легионе с 1921 года); священник русских приходов во Франции и Италии Александр Терентьев и другие;
Сведения о службе русских эмигрантов в составе Иностранного легиона во Французском Индокитае сохранились благодаря документам монархической полуконспиративной организации «Союз русских государевых людей», членами которого были некоторые из легионеров. Примечательно, что в этих документах указывались подлинные имена и фамилии русских легионеров. В Индокитае русские легионеры появились не раньше 1918 года: по состоянию на 1921 год, согласно данным французских архивов, во Французском Индокитае в составе Иностранного легиона несли службу 107 русских солдат (4,07 % от всех легионеров в Индокитае). Большинство русских легионеров, направленных в Индокитай, служили в составе 1-го иностранного пехотного полка в Дапхау или в составе 4-го батальона этого же полка в Тхайнгуене. В 1929 году для службы в составе Легиона в Индокитае по контракту было набрано 129 русских добровольцев, в 1939 году — 109 добровольцев. Согласно данным французского военного историка Тибора Жешко, известны имена следующих русских легионеров, служивших в Индокитае в 1930-е годы:
- Сергей Архипов, лейтенант (служил 5 лет по контракту)[57].
- Влад. Добрович, лейтенант (служил 5 лет по контракту)[57].
- Серж Дуплицкий, офицер Русской императорской армии, принят в звании младшего лейтенанта[57].
- Жак Житомирский, военный врач Русской императорской армии, принят напрямую на эту должность[57].
- Леон Комаров, лейтенант, выпускник военной школы Сен-Сир[57].
- Ковалёв, офицер Русской императорской армии, принят в звании младшего лейтенанта[57].
- Алекс Де Кнорре, офицер Русской императорской армии, лейтенант, принят в звании младшего лейтенанта[57].
- Андрей Крижитский, офицер Русской императорской армии, лейтенант, принят в звании младшего лейтенанта[57].
- Жан Правосудович, офицер Русской императорской армии, лейтенант, принят в звании младшего лейтенанта[57].
- Константин Слюсаренко, лейтенант, выпускник военной школы в Сен-Мексан[фр.] (служил 5 лет по контракту)[57].
- Жорж Соловьёв, лейтенант, принят в звании младшего лейтенанта[57].
- Алексис Чхенкели, капитан, выпускник военной школы Сен-Сир[57].
- Виктор Тихомиров, офицер Русской императорской армии, капитан, принят сразу в этом звании[56].

Известно, что в Индокитае служили и такие легионеры, как капитан Слюсаренко, бывший военный армии Украинской Державы, который после свержения гетмана Скоропадского был вывезен из Киева в Германию в закрытом вагоне и перебрался во Францию; майор Тохадзе, командир двух батальонов Тонгского гарнизона (Индокитай), выпускник Тифлисского пехотного училища и французского военного училища; военнослужащие Корниловской дивизии капитан Семён Киреев и капитан (позже подполковник) Михаил Дашкевич; а также адъютант-шеф, фельдфебель 6-й роты 3-го взвода 2-го батальона Букалов, уроженец Воронежа.

## Межвоенные годы

### Зарплата и условия службы
Подписанию контракта с Иностранным легионом предшествовал медицинский осмотр, в ходе которого врач проверял состояние кандидатов, а после подписания русских легионеров отправляли в лагерь Шишли под Стамбулом, где они проходили обучение: русские составляли до 80 % добровольцев в этом лагере (другими были болгары и турки). Те, кто дождались окончания сборов, могли выбрать между службой в кавалерии в Сирии или в пехоте в Марокко. Каждый прибывший на место службы легионер получал «индивидуальную книжку» (фр. livre individuel), где указывались личные данные легионера с его биографией и личный номер, присваиваемый ему при поступлении в Легион. Каждый легионер, заключивший первый контракт, из 5 обязательных лет службы обязан был отслужить минимум два года в горячих точках (например, в Марокко): только после этого он получал право подать прошение о переводе на службу в тыл. Служившие в местах ведения боевых действий легионеры получали увеличенные суточные в размере по 75 сантимов в день.
Согласно воспоминаниям пехотного поручика Д., записанным Николаем Рыбинским и опубликованным в белградском журнале «Новое время», некоторые легионеры, которые знали какое-либо ремесло и исполняли обязанности пекарей и сапожников, умудрялись благодаря этому выбить себе право служить в тылу все 5 лет. После окончания обязательной службы легионер получал право продлить по своему желанию контракт на срок не менее одного года: в этом случае ему причиталась премия в размере 200 франков за каждый год и прибавка к суточному жалованию. Отслужившим 8 лет полагалась третья прибавка к жалованию, а после 15 лет службы — и пожизненная пенсия. Часть русских легионеров, несмотря на обязательный срок службы в 5 лет, и после истечения этого срока продолжала службу в легионе: были бойцы, которым довелось служить в Легионе от 10 до 15 лет. В 1920-е годы подобный длительный срок службы был одним из требований для присвоения звания сержанта. Помимо этого, в соответствии с принятым 5 августа 1914 года законом легионер после 5 лет службы «автоматически» получал французское гражданство.
Казармы в городе Сиди-Бель-Аббес, где проживали ряд легионеров, были оборудованы по-европейски, но не имели электрического освещения. Стараниями служившего в Легионе капитана Тихонравова в казармах для нужд легионеров был создан кинематограф и оборудована библиотека с наличием более 1000 томов русских книг, получавшая все русскоязычные газеты и журналы. Легионер обычно жил там около 5 месяцев, постигая французскую муштру, прежде чем его могли отправить на службу в Марокко. Служившим в Алжире сразу по прибытии полагалась половина от премии в размере 250 франков и выплачивалось жалование сразу за двое суток (при том, что дневное жалование составляло 25 сантимов): несмотря на суровые условия службы, немало бойцов готовы были подписать новые контракты после обязательных 5 лет службы. Некоторым бойцам импонировал внутренний уклад легиона, выраженный в том, что офицеры делили с подчинёнными все тяготы полевой жизни, а пребывание русских военных сказывалось на моральном климате во всех подразделениях. По оценке легионера С. Верховского, в целом командование относилось к русским солдатам благожелательно, в то время как совершенно противоположное отношение было со стороны низшего состава (от капралов до аджуданов).

### Свидетельства о дурном обращении
В Легионе было немало недовольных условиями: ряд легионеров утверждали в письмах о плохом питании, ужасных условиях проживания, отсутствии связей с внешним миром и откровенно хамским отношением со стороны офицеров. В частности, условия проживания в лагере в Шишли были крайне отвратительными: солдаты жили в грязных и необорудованных деревянных бараках, питаясь «на редкость скверно» только фасолью и картофелем и не получая вина, а из нарядов выходили только на чистку картофеля, колку дров для котла и на починку мостовой или тротуара. За время пребывания в лагере имели место случаи рукоприкладства со стороны сержантов, что привело к тому, что из лагеря бежали несколько казаков. Согласно письму легионера М. Чубюка от 22 июля 1920 года на имя Н. А. Палчевского, служившие в Марокко рядовые получали в качестве жалования 95 сантимов в день, работали с утра до ночи в условиях сильной жары и сталкивались с хамским обращением со стороны сержантов и капралов, 85 % которых были немцами. В письме капрала М. А. Стасюка на имя С. О. Минора звучали обвинения в адрес французов, которые врали будущим легионерам об условиях службы: легионеры в Марокко получали жалкие 25 сантимов в день вопреки обещаниям о более крупных жалованиях, а у них самих не было ни обещанных наградных за сроки службы, ни отпусков. Служивший в маршевом полку Легиона С. П. Коптев утверждал, что офицеры Легиона рвали на куски высылаемые для легионеров экземпляры эмигрантской газеты «Луч», утверждая, что её якобы издавали большевики. При этом, по словам Коптева, из офицеров никто не знал русского и не мог понять содержимое газеты, а возмущавшимся легионерам офицеры грозились 60 сутками ареста или даже военно-полевым судом. Служивший в легионе И. Лунченков писал, что в октябре 1925 года до 3 тысяч казаков подписали контракт с Легионом, однако позже высказывали своё недовольство плохим питанием и хамским отношением со стороны офицеров, сравнивая условия с Галлиполи. О своём неприятии к нравам Легиона писал и кавалерист Николай Матин, сослуживец Зиновия Пешкова.
В некоторых письмах легионеры признавали, что их кормили неплохо, но они сильно страдали от жажды, из-за чего порой убивали лошадей и пили их кровь (о последнем факте известно по воспоминаниям архимандрита Варсонофия, разговаривавшего с бойцами). Иногда по радио легионеры запрашивали доставить им воду: обычно прилетал аэроплан и сбрасывал куски льда, но иногда лёд оказывался на позициях местных племён. Для длительных переходов легионеры брали с собой две фляжки воды (одна для себя, вторая для котла), и за попытку выпить воду из второй фляжки легионера могли избить сослуживцы. Привал же не мог пройти спокойно, поскольку постоянно существовала опасность набега со стороны арабов. Отчасти из-за риска попасть под обстрел со стороны арабов легионерам запрещалось отходить от своего поста дальше, чем на 30 шагов. Евгений Тарусский писал, что русских легионеров страшили не столько голод и холод во время походов, сколько наплевательское отношение со стороны командиров. Часть легионеров, не выдерживая испытываемых во время службы лишений, после ухода из Легиона попросту спивалась, и даже те, кому ещё оставалось служить полтора или два года, задумывались о будущем после Легиона, поскольку не имели никакой другой профессии, кроме военного.
Некоторые из легионеров из-за дурного отношения со стороны командиров впадали в такое отчаяние, что даже требовали подать жалобу во французскую Лигу защиты прав человека по поводу издевательств со стороны офицеров и даже грозились разорвать свои контракты, невзирая на возможное наказание за это (об этом писал легионер Чубюк в 1920 году). Известно, что русский литератор Александр Воеводин был одним из активных поборников освобождения сотен русских студентов-эмигрантов, попавших в Легион, а также координатором корреспондентской сети, в которую вошли несколько десятков русских легионеров. Другие легионеры в письмах постоянно писали о неуставных отношениях в Иностранном легионе и об аморальном облике бойцов. Так, легионер С. В. Архипов в письме А. А. Воеводину от 26 июня 1923 года обвинил Францию в ведении «гнусной политики», из-за которой в Легионе процветали «педерастия, […] казнокрадство, обман, вымогательство» и другие пороки. Он же назвал Легион «подстатью советской власти» и «квинтэссенцией человеческой погани» из-за обилия уголовников в его рядах. Поручик Д. утверждал, что немцы превратили Иностранный легион в «колонию для немецких преступников», в которой процветал «гомосексуализм в самых бесстыдных и неприкрытых формах» при том, что во всех гарнизонах солдатам при необходимости дозволялось посетить публичный дом. По мнению русских легионеров, большинство их сослуживцев-иностранцев из развлечений предпочитали именно выпивку и походы по публичным домам, а «кражи, разврат, пьянство» и карточные игры стали обычными вещами в серой жизни легионеров: отчасти это было связано с запретом легионерам заводить знакомства с местными жителями и даже ходить к кому-либо в гости. Службу в подобной обстановке русские легионеры считали невыносимой и даже гордились тем, что в глазах иностранцев считались «дикарями, совсем не тронутыми европейской „культурой“».

### Колониальные войны и отношения с местными жителями
Легионеры ежегодно в начале весны собирались в мобильную группу (фр. Groupe Mobile) французских войск, которая должна была расширить границы на каком-либо посте второй линии. В состав этой группы входили от 10 до 12 батальонов Легиона, один или два батальона территориальных войск (марокканцы и алжирцы), один или два эскадрона арабской кавалерии (регулярные спаги или иррегулярные гумьеры), артиллерия и вспомогательные части. Иногда к этой колонне присоединялся каит — один из местных вождей — с войском в 2 или 3 тысячи человек. Однако при стычке с местными племенами, по воспоминаниям легионеров, арабские союзники обращались в бегство первыми, и в итоге в строю оставались только легионеры. Имели место и инциденты, не связанные напрямую с нападениями арабов: в мае 1921 года, по воспоминаниям поручика Д., записанным Николаем Рыбинским, на последнем переходе из Бель-Аббеса в Фес ночевавшую маршевую роту разбудили внезапно крики и выстрелы. Они были связаны с тем, что один из солдат во сне выкрикнул команду «В ружьё»: хотя погибших не было, около десятка легионеров разодрали в кровь ноги о колючую проволоку, из-за чего потом не могли идти пешком.
Поручик Д. приводит свидетельства участия русских легионеров в боях в 1923 году. 25 марта одна из колонн выступила в плохую погоду, когда дожди сменялись ветрами и не было возможности развести огонь в кухнях: в связи с этим у легионеров не было возможности нормально поесть. 12 апреля колонна приняла первый бой против марокканцев, приближаясь к некоей горе: от поражения легионеров спасла артиллерия, которая разгромила наступавшие части марокканцев. 5 мая эта же колонна в виде мобильной группы «Jaza» под командованием полковника Анри Фрейденберга приняла бой против арабов в местности Бени-Бузерт. В авангарде выступали два батальона легионеров, каждый из которых нёс с собой винтовку, патроны и двухлитровую флягу с водой, а остальное снаряжение было оставлено в обозе. Легионеры выступили утром, стремясь пройти около 7 км и закрепиться на новых позициях: в ходе этого выдвижения одна только 5-я рота потеряла 45 человек убитыми и ранеными, в том числе двух русских (капрал Овчаренко и легионер Туманов, которым местные бойцы ещё и отрезали головы). Легионеры удерживали позицию двое суток, ожидая подхода основных сил и отражая атаки арабов, а также пытаясь взять под контроль соседнюю деревню, откуда арабы вывезли всех гражданских. Через двое суток арабы, по словам легионера, явились с повинной, передав легионерам стада крупного рогатого скота. Сами бойцы получили от командования именные листы с благодарностью и описанием подвигов.
В 1925—1927 годах русские легионеры сражались против рифян, кабилов, туарегов, друзов, берберов и иных племён. В те же годы легионеры подавляли национально-освободительное движение в Сирии, расправляясь с гражданскими. В своих письмах легионеры писали, что их французские сослуживцы грабили занятые ими в Сирии деревни и насиловали женщин, а также угоняли стада у пастухов и расстреливали последних. Некоторые из легионеров в письмах признавались, что лично убивали мирных жителей во время подавления бунтов в Марокко. В те дни, когда не было сражений, легионеры занимались строительством постов охраны и дорог: многие называли это «каторжными работами».
Согласно Владимиру Колупаеву, в 1920-е годы в составе Иностранного легиона всего оказалось до 8 тысяч русских эмигрантов, из них 3200 человек несли службу в Алжире. Одним из наиболее известных русских эмигрантов, служивших в Легионе, был генерал французской армии Зиновий Пешков, старший брат Якова Свердлова и крестник Максима Горького. Пешков участвовал в 1915 году в боях при Артуа за «Белые укрепления», где потерял правую руку, а после Первой мировой войны продолжил службу в Северной Африке в составе Легиона. В 1940 году по достижении предельного возраста был отправлен в отставку, но в том же году вернулся в армию, присоединившись к силам Сопротивления. Всех своих сослуживцев он называл «босяками» и прекрасно знал их благодаря своему ординарцу — донскому казаку. Для нужд своего батальона он закупал на свои деньги разное снаряжение, в том числе горны и флейты. О боевых качествах легионеров он писал следующее:

Они просты, они скромны, солдаты Иностранного легиона. Они не требуют вознаграждения за свою службу. Они не ищут славы. Но их энтузиазм, их усилия, вызывающие восхищение, их сердца, которые они вкладывают в свое дело, не могут остаться незамеченными теми, кто их видел в деле. Легионеры не помышляют о героическом принесении себя в жертву. Они не считают себя мучениками. Они идут вперед, и если они умирают, то умирают с умиротворением.

В течение своего срока службы русские легионеры сохраняли связи с общинами русских эмигрантов (в том числе в Марокко). Они участвовали в богослужениях православных приходов, отмечая Рождество и Пасху, в так называемых «русских балах» и разных социальных инициативах местных православных приходов, причём в своё время поднимался вопрос о назначении специального православного капеллана для русских легионеров. В 1925 году стараниями русских легионеров в Марокко появился первый православный приход. Они повысили культурный и образовательный уровень всего Иностранного легиона, занимаясь чтением и даже создавали собственные театры. В письмах на имя эмигрантских организаций легионеры нередко обращались с просьбами выслать им французско-русские или русско-французские словари, а также учебники по разным наукам для всеобщего развития или художественные произведения на русском: считалось, что из-за недостаточных познаний французского языка легионеры не получали своевременное повышение в звании до капрала или сержанта. Благодаря действиям русских легионеров авторитет Легиона значительно укрепился среди местных жителей, а представители североафриканских племён установили с русскими добрососедские отношения, что, по некоторым утверждениям, даже вызывало откровенную зависть у французов. Некоторые из русских бойцов выступали в составе симфонического оркестра Легиона, который каждый четверг играл на городской площади Рабата.

### Судьбы легионеров
В период с 1920-е по 1930-е годы Легион потерял убитыми как минимум 500 русских выходцев, которые погибли в боях как в Северной Африке, так и в Индокитае. Одним из погибших был сержант Козлов, прослуживший в Русской императорской армии 25 лет — во время Первой мировой войны он несколько раз был ранен и контужен в голову, в связи с чем переживал кровоизлияния в мозг и на основании этих недугов отказывался от повышения в звании. Он погиб зимой 1923 года в Северной Африке, получив четыре ранения в бою. Известно, что 5 сентября 1932 года в ходе боя на Тазиуате погиб поручик 2-го пехотного полка Александров-Дольский, который довёл свой взвод до бруствера и опрокинул противника, но был убит одним из отступавших марокканцев. Ряд легионеров были похоронены на христианском кладбище возле города Марракеш в центральном Марокко: кресты возводились из местного горного мрамора, а похороны проводились без участия священника и в присутствии взвода легионеров, провожавших до кладбища гроб с телом погибшего. Среди легионеров были не только убитые и умершие от ран, но и скончавшиеся от разных тропических болезней. Однако, по словам поручика Д., потери среди русских легионеров были настолько крупными, что счёт оставшихся служить в Легионе русских пошёл затем на сотни, а не тысячи. В 1930-е годы, по оценке Владимира Колупаева, случаи службы русских легионеров в Африке уже были единичными. Несмотря на жёсткие меры против дезертирства, некоторым удавалось сбежать из Легиона без последствий.
Тем, кто завершил свой пятилетний контракт и не продлевал его, по возвращении в Марсель давали всего 10 франков и билет на биржу труда; если легионер прослужил без единого наказания и штрафа, ему выдавали удостоверение о службе. По возвращении в Марсель легионер «немедленно приравнивался в правах к иностранцам» и должен был получить удостоверение личности (фр. carte d'identité), заплатив соответствующий налог, как делали все иностранцы. Большинство русских легионеров не смогли построить в Легионе успешную карьеру: большинство служивших в легионе казаков после окончания контракта перебрались во Францию. Многие бойцы после службы уезжали в другие страны в поисках работы. В архиве церкви Воскресения Христова города Рабат было найдено письмо, автор которого — офицер-артиллерист, окончивший в эмиграции экономическое отделение Софийского университета — просил архимандрита Варсонофия помочь найти ему работу, поскольку в Иностранный легион, по мнению автора письма, шли «неудачники и вообще лишние люди». Некоторая часть бывших легионеров осталась жить в Марокко, влившись в местную православную общину.
Существует точка зрения, что для русских эмигрантов вступление в Иностранный легион обернулось большой трагедией: они ошибочно полагали, что командование Легиона при наборе русских добровольцев обязательно будет учитывать заслуги тех, кто сражался на фронтах Первой мировой войны. Многие из легионеров позже выражали сожаление о том, что вообще подписывали с Легионом контракт, в соответствии с условиями которого обязывались «служить чужим гораздо усерднее, чем служили своим». Сохранились имена пяти русских легионеров, дослужившихся до высших чинов французской армии — это генерал армии Сергей Андоленко, бригадный генерал Николай Румянцев (служил в составе 1-го кавалерийского иностранного полка, командир 3-го эскадрона черкесской кавалерии в Сирии; после Компьенского перемирия примкнул к Сопротивлению и воевал во 2-й танковой дивизии), генерал армии Зиновий Пешков, а также легионеры Нольде и Фавицкий. В 1926 году вышло первое англоязычное издание книги Пешкова об Иностранном легионе «The Bugle Sounds: Life in the Foreign Legion» (англ. Звуки горна: Жизнь в Иностранном легионе), а в 1927 году её издали в Париже на французском под названием «Иностранный легион в Марокко» (фр. La Légion étrangère au Maroc).

## Вторая мировая война

### Против немцев в Африке

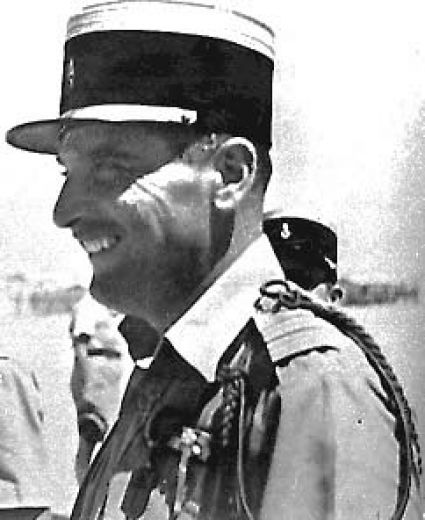
Князь Дмитрий Амилахвари, подполковник легиона, погибший в 1942 году в Северной Африке

В 1940 году значительная часть русских легионеров перешла из 1-го иностранного кавалерийского полка в 13-ю полубригаду в Сиди-Бель-Аббесе, пытаясь добиться разрешения отправиться в Финляндию для помощи финской армии в боях против РККА, однако французы отказали им в этой просьбе. После оккупации Франции немцами и подписания второго компьенского перемирия Иностранный легион оказался расколот: часть его личного состава примкнули к Шарлю де Голлю и Французскому Сопротивлению, другая же присягнула вишистам и начала сотрудничать с немцами. Те офицеры и солдаты Иностранного легиона, которые отказались признавать Компьенское перемирие и среди которых был Зиновий Пешков, перебрались из Франции в Лондон, а затем, выступив в поддержку Шарля де Голля, вернулись в Северную Африку для ведения дальнейшей борьбы против Германии.
Значительная часть русских эмигрантов стала записываться в Легион в июне 1941 года после нападения Германии на Россию, считая своим долгом присоединиться к борьбе против нацистов, которые напали на их историческую родину. В то же время, по словам Владимира Колупаева, часть русских легионеров сражались на стороне гитлеровцев: в дневниках писательницы Нины Берберовой упоминается один русский легионер, который воевал на Восточном фронте и служил переводчиком у немцев, а в 1944 году погиб под Черновцами. Среди эмигрантов, присоединившихся к антигитлеровской коалиции, наиболее известен грузинский князь Дмитрий Амилахвари, имевший звание подполковника легиона. Амилахвари примкнул к Сопротивлению, воевал в Норвегии и Северной Африке и погиб в 1942 году в битве при Бир-Хакейме. Среди погибших бойцов упоминается и легионер Земцов, дважды кавалер Военных крестов 1940 и 1941 года (второй получил посмертно).
Десять русских легионеров, участвовавших в боях против немцев, были награждены Орденом Освобождения. Среди других имён участников Сопротивления упоминаются рядовой 2-го класса Иностранного легиона Алексей Ващенко (умер в 1947 году, похоронен в Вилье на Марне), отец писателя Владимира Волкова Николай Волков (вступил в Легион после начала Второй мировой войны, попал в немецкий плен), рядовой Михаил Подгаецкий (участник Сирийской кампании, составлял в Марокко географическую карту, демобилизован в октябре 1925 года и в июле 1940 года).

### Против японцев в Индокитае
Некоторые из русских легионеров сражались в Индокитае против Императорской армии Японии. 20 апреля 1940 года сообщалось, что из Гонконга в Ханой прибыли 15 служивших в Легионе по контракту, из которых четверо были русскими, а в 1941 году из 106 прибывших в Индокитай легионеров было 5 русских и по 24 француза и немца. Среди легионеров, воевавших против японцев, был и полковник Русской императорской армии Фёдор Елисеев, в межвоенные годы выступавший в цирке. Из-за армейской бюрократии его не смогли зачислить в состав регулярной французской армии в звании капитана (по законодательству, он должен был начинать службу в находящемся ниже по статусу звании). Елисеев служил в составе 5-го иностранного пехотного полка, однако вплоть до 1945 года Легион не вступал в бои, поскольку провишистские местные власти позволили японцам находиться легально на территории Индокитая. Елисеев был командиром пулемётного взвода Легиона и служил в нём под фамилией Элизе.
9 марта 1945 года японцы неожиданно атаковали все французские гарнизоны в Индокитае, взяв в плен 15 тысяч французов: участи избежали только два батальона 5-го иностранного пехотного полка, который за 6 часов до нападения двинулся в сторону Китая. Легионеры вели непрерывные бои против японцев при том, что те превосходили их по численности, а у самих легионеров не было артиллерии и боеприпасов. Елисеев попал в плен и долго считался пропавшим без вести, но был освобождён в августе 1945 года: всего из 1300 легионеров до Китая добралось только 700, в то время как 300 человек погибло в боях и столько же оказалось в плену. В своих дневниках Елисеев упоминал многих других легионеров, оказавшихся волей судьбы в Индокитае. Среди легионеров, которые погибли в боях против японцев или умерли в плену, в дневниках Елисеева и других источниках упоминаются уроженец Молдавии, трубач Легиона Карнери (псевдоним, 10 марта 1945 года ранен и добит штыком в гарнизоне Танг), кадет Русского корпуса в Версале Иванов (псевдоним, погиб 15 марта 1945 года в Га Гианг), командир 6-й роты 2-го батальона 5-го иностранного пехотного полка, капитан Владимир Комаров (внук генерала Александра Комарова, выпускник школы Сен-Сир 1926 года, гражданин Франции, погиб 1 апреля 1945 года в бою недалеко от Дьенбьенфу, поручик 10-го Ингерманландского полка Сиз (уроженец Терской области, пропал без вести 23 марта 1945 года в Шонла) и сержант 5-го иностранного пехотного полка Михаил Городниченко (умер от ран 15 сентября 1945 года).

## Послевоенные годы

### Индокитай
В соответствии с решениями Ялтинской конференции от февраля 1945 года все советские граждане, оказавшиеся в зоне британской или американской зон оккупации Германии на момент окончания войны, должны были вернуться в СССР. Среди этих граждан были не только советские военнопленные, содержавшиеся в немецких лагерях, но и коллаборационисты, служившие в воинских формированиях гитлеровцев и их союзников. 29 июня 1945 года было подписано соглашение, согласно которому репатриации подлежали и находившиеся на территории Франции советские граждане. Те, кто не пожелал возвращаться в СССР, решили записаться в Иностранный легион, который испытывал острую нехватку кадров. Французы, не желая осложнять отношения с СССР, решили записать этих людей под другими национальностями: формально был введён запрет на принятие русских, однако фактически их записывали под другими национальностями (например, поляки, болгары, чехи). Выходцы из Эстонии, Латвии и Литвы записывались как представители скандинавских национальностей, кавказцы — югославами, греками, испанцами и итальянцами, а жители Средней Азии — как персы, арабы или турки. В самом легионе русскими считались все выходцы из СССР. Известно, что в 1945—1947 годах из Легиона дезертировал хотя бы один русский солдат в год: тех, кто был пойман за дезертирство, судили и направляли в Северную Африку.
Однако часть легионеров всё же сумела перебраться в СССР. В ноябре 1946 года советская делегация во главе с полковником Дубровиным прибыла в Сайгон для организации репатриации группы советских граждан на родину: по сообщению Комитета русских в Индокитае, в Тонкине находилось 44 русских, в том числе 28 легионеров в тюремном заключении. 19 декабря начались боевые действия французских войск против Демократической Республики Вьетнам и коммунистических партизан, а в тот же день в представительстве советской военной миссии появились первые граждане, желавшие вернуться на родину, среди которых были и бойцы Иностранного легиона. Основной мотивацией для возвращения было нежелание участвовать в войне и попасть в плен к вьетнамцам, которые, по заявлению прессы, жестоко обращались с пленными. Полковник Дубровин сумел убедить руководство Легиона позволить легионерам русского происхождения при необходимости оформить их уход из легиона. Во французских документах упоминались ещё восемь русских легионеров, возвращение которых привело к длительным дискуссиям между СССР и Францией: известно, что возвращению двух легионеров (литовцев по происхождению) Франция не стала препятствовать. Все легионеры, решившие вернуться в СССР, отправились из Сайгона пароходом в Марсель, а оттуда прибыли в СССР. Оставшиеся в Индокитае русские легионеры приняли участие в войне против вьетнамцев, и многие из легионеров погибли в боях. В списках погибших присутствуют командир взвода Александр Воронцов-Дашков, сын графа Александра Илларионовича Воронцова-Дашкова (служил 7 лет в Иностранном легионе, умер 31 сентября 1952 года в Ханое от ранений) и Виктор Ковальчук-Прейм (украинец по происхождению). Ещё один легионер, Владимир (Василий) Бордиану, уроженец Одессы, угнанный немцами на принудительные работы и перебравшийся после войны во Францию, служил в Индокитае в районе залива Халонг, но после октября 1950 года его следы были потеряны.
Некоторым легионерам даже довелось участвовать в знаменитом сражении при Дьенбьенфу в 1954 году: в ходе битвы в обороне опорного пункта «Изабель» участвовали некие «два казака», один из которых воевал под Сталинградом в составе войск НКВД, а другой имел звание цугфюрера одной из кавалерийских дивизий Ваффен-СС (оба в итоге погибли). Вьетнамские источники тоже сообщали о пленных русских легионерах: в лагере в горном районе Каобанг содержались 100 пленных легионеров, среди которых были 10 русских. Имели место случаи, что отдельные легионеры даже переходили на сторону вьетнамцев, уже помогая им бороться против французов. Одним из наиболее известных легионеров-перебежчиков стал Платон Скржинский, попавший в немецкий плен во время Великой Отечественной войны, оставшийся во Франции и вступивший в Легион после войны. 28 июля 1947 года он бежал из Легиона на сторону вьетнамских партизан, став бойцом 307-го батальона Вьетнамской народной армии, а в 1955 году вернулся в СССР. Ещё одним его сослуживцем стал легионер Фёдор Бессмертный, угнанный на принудительные работы в Германию и оказавшийся в лагере для перемещённых лиц во Франции. Как и Скржинский, он тоже после перехода на сторону вьетнамцев служил в 307-м батальоне Вьетнамской народной армии, вернувшись в СССР в 1958 году. Ещё один легионер Библиченко, тоже переживший немецкий плен, угнал с аэродрома Зялам под Ханоем самолёт Junkers и перегнал его к партизанам.

### Алжир
Ветеран советских вооружённых Ян Сперксис рассказывал в интервью газете «Труд» ещё одну историю, связанную с Легионом и русскими бойцами. С его слов, в феврале 1961 года началась подготовка контингента советских войск, который должен был отправиться в Республику Конго для оказания помощи местным войскам на случай вторжения бельгийской армии. Солдаты сели на баржи с флагами гражданского флота, которые покинули Кронштадт и отправились к берегам Конго. Однако к моменту прибытия судов в стране произошёл военный переворот, и советские военные попали в плен. Сперксис ждал вмешательства советских властей, прежде чем спустя 3,5 месяца решился организовать побег из лагеря военнопленных. Оттуда бежали 270 солдат, перебив охрану лагеря, угнав грузовики и добравшись на них до реки. Там они, захватив паром, перебрались на территорию, которую контролировали французы, и пробыли там ещё три месяца, прежде чем добрались до порта Матади. Солдаты безуспешно пытались пробраться на какое-либо советское судно или добиться аудиенции в советском посольстве, а затем приняли предложение Французского Иностранного легиона вступить в его ряды.
Сперксис утверждал, что подписавших контракт бойцов сначала отправили нести службу в тылу, а затем перебросили в Алжир, где шла война между французской армией и Фронтом национального освобождения. Из 270 бойцов до конца войны дожило 100, а сам Сперксис дослужился до звания капрала в Легионе. Сам он рассказывал, что легионеры не брали пленных, а захваченных в бою легко раненых алжирцев допрашивали и расстреливали. По свидетельствам ещё одного легионера, в ответ на обстрелы со стороны алжирских войск они жестоко расправлялись с гражданскими, буквально взрывая их в собственных домах и не щадя даже детей. После признания независимости Алжира легионеры перебрались в Париж, откуда вернулись в СССР в феврале 1968 года (при этом в Париже осталось около 20 человек). Всех вернувшихся приняли как воинов-интернационалистов, а под трибунал никто из бывших легионеров не попал по той причине, что вину за провальную отправку контингента возложили на ГРУ, не поставившее в известность КГБ об отправке контингента в Конго. Как писал сотрудник издания «Октагон Медиа» Сергей Загатин, «„правдоподобность“ этой истории комментировать бесполезно».

## Распад СССР и современность
Очередной приток русских добровольцев в Иностранный легион пришёлся на 1990-е годы, уже после распада СССР. По словам историка Юрия Басистова, в перестроечное время в газетах встречались объявления «Иностранный легион Франции» и номер телефона: позвонив по этому номеру, человек слышал голос автоответчика, который предлагал ему получить за 20 тысяч рублей наложенным платежом информационный сборник с данными для вступления в легион (в том числе и объяснение, как за собственный счёт добраться до вербовочного пункта во Франции). Подобные объявления появлялись и в газетах с предложением выслать заявку по некоему адресу: откликнувшимся приходила бандероль наложенным платежом за ту же сумму в размере 20 тысяч рублей. В состав бандероли входили несколько брошюрок и рекламные листки: среди брошюрок была и одна об Иностранном легионе, где перечислялись приёмные пункты из 17 городов Франции и способы добраться туда, а также требования к кандидатам. По данным газеты «КоммерсантЪ» от июня 1996 года, в легионе было очень много ветеранов Афганистана и Чечни, которые «не навоевались», и бывших офицеров, уволенных за разного рода проступки. Отбор в те годы проходил в лагере недалеко от Марселя, куда кандидаты отправлялись после медосмотра и собеседования на две недели сдавать нормативы. В случае успеха они подписывали предварительный 9-месячный контракт, а после его истечения, если не передумывали — полноценный 5-летний контракт. Жалование зависело от года службы, звания бойца и места службы (до 1200 долларов в год).
Количество добровольцев из бывшего СССР и Восточной Европы в 1990-е годы было настолько огромным, что командование постоянно вынуждено было отказывать многим кандидатам из-за их конкретной национальности. В дальнейшем интенсивность подачи заявок всё же снизилась. Одной из причин подобного притока добровольцев было то, что эмигранты ехали во Францию в поисках постоянной работы, но часто не могли найти её и могли быть депортированными как нелегалы: Легион давал им шанс не только избежать депортации, но и получить гражданство. Так, в 1998 году в Легион записалось 57 человек из России. В 2000 году, по оценке Юрия Басистова, около трети солдат легиона были выходцами из стран СНГ. Среди русских добровольцев, ехавших в Легион, обычно выделялись три группы: это романтически настроенные граждане, слышавшие что-то о Легионе; военнослужащие вооружённых сил СССР или постсоветских республик, имевшие опыт боевых действий в горячих точках (в том числе российские военные, прошедшие кампанию в Чечне); и бывшие члены организованных преступных группировок, успевшие бежать до получения судимости и скрывавшиеся от бывших сообщников. Среди кадровых военных было очень много ветеранов ВДВ. Большинство желавших попасть в Легион предполагали, что служба обеспечит им достаточно высокую зарплату, что отчасти связывалось с тем, что они не были осведомлены о возможности контрактной службы в ВС РФ.
Хотя формально Иностранный легион входил в структуру Министерства обороны Франции, в ФСБ и других российских спецслужбах к нему относились как минимум настороженно. Гипотетически имевшие проблемы с законом граждане России (в том числе члены террористических и организованных преступных группировок) могли отслужить в легионе под другим именем, получить французский паспорт на новое имя и беспрепятственно вернуться в страну. Но уже тогда было известно, что французские спецслужбы аккуратно подходили ко всем контактам со спецслужбами (в том числе российскими). В начале 1996 года в Красноярске прогремел крупный скандал, когда одна туристическая фирма начала печатать объявления о вербовке в Легион, оформляя за 500 долларов тур во Францию и заграничные паспорта. Среди обратившихся в фирму было много призывников, не желавших участвовать в первой чеченской войне. ФСБ, узнав о наборе, настояла на том, чтобы предприниматели не связывались с Легионом: в итоге фирма отказалась от своей затеи, решив отправлять тургруппы в Африку. Имели место случаи ареста лиц, как нелегально переходивших границу для вступления в Иностранный легион, так и уже отслуживших там лиц, у которых прежде были проблемы с законом. 14 августа 1998 года был задержан один из 10 граждан России, которые пытались попасть во Францию для того, чтобы пройти отбор в легион: среди задержанных были ветераны афганской и чеченской войн. В 2000 году на российско-норвежской границе был арестован прапорщик внутренних войск Сердцев, который пытался пересечь границу и добраться до Франции, чтобы вступить в Иностранный легион: на это его подтолкнуло бедственное материальное положение. В 2012 году в России был задержан бывший сотрудник отдельного батальона ППС УВД по городу Находка Евгений Бачурин, который в октябре 2007 года вместе со сослуживцем Артёмом Зотовым начал вымогать у нескольких жителей деньги: опасаясь суда по обвинению в вымогательстве, Бачурин покинул страну и записался в Иностранный легион, скрываясь от следствия. В Россию он вернулся после того, как у него начались проблемы по службе, и его арестовали в одном из аэропортов сразу же после прибытия.
В наши дни доля выходцев из Восточной Европы варьируется, согласно разным оценкам, от 25—30 % до 40 %. Швейцарская газета Le Temps утверждала, что в 2018 году доля русскоговорящих легионеров составляла как раз 40 %: к ним относились русские, украинцы, белорусы и жители восточноевропейских стран, в той или иной степени владевшие русским языком. По состоянию на 2010 год во 2-м иностранном парашютно-десантном полку около 70 % личного состава были русскоговорящими;  достаточно много русскоговорящих легионеров было и во 2-м инженерном полку, хотя их костяк составляли украинцы и белорусы. На фоне большого количества добровольцев из Восточной Европы в Легионе получила распространение шутка: «Когда у Легиона плохи дела, он начинает говорить по-русски». С русскоязычными новобранцами или кандидатами на вступление в Легион беседуют сотрудники контрразведки, владеющие русским языком, а некоторые легионеры на медкомиссии одновременно исполняют обязанности переводчиков на русский. Однако все легионеры во время службы, согласно уставу, должны общаться друг с другом исключительно на французском (за разговоры на других языках предусмотрены наказания). И в наши дни выходцы из России записываются в легион под другой национальностью (например, поляками).
По оценке французских офицеров, выходцы из бывшего СССР обладают огромной устойчивостью и способностью к адаптации, а также пользуются репутацией надёжных бойцов на территориях, где Легион постоянно несёт службу. Легионеры подтверждают крайне суровые условия службы, упоминая курсы выживания в условиях экваториального леса, которые иногда проходят бойцы, но при этом отрицают наличие дедовщины в Легионе. Во французском военном музее, расположенном в парижском Доме инвалидов, присутствует так называемый русский отдел, в котором содержится информация о русских военных, которые служили во французской армии — в том числе и в составе Французского Иностранного легиона. На русском кладбище Сен-Женевьев-де-Буа есть участок, где погребены русские солдаты (в том числе легионеры).